# Hoseynabad (31°06′ N 53°17′ E)
Hoseynabad (em persa: حسين اباد, também romanizada como Ḩoseynābād) é uma aldeia do distrito rural de Mehrabad, no condado de Abarkuh, da província de Yazd, Irã.